# Дженнер, Крис
Кри́стен Мэ́ри Дже́ннер (англ. Kristen Mary Jenner), в девичестве — Хо́утон (англ. Houghton), в первом браке — Кардашьян (англ. Kardashian; род. 5 ноября 1955, Сан-Диего, Калифорния, США) — американская телевизионная персона, менеджер в сфере развлечений, продюсер, предпринимательница.
Наиболее известна как участница реалити-шоу «Семейство Кардашьян» (с 2007 года). Дженнер была хорошей подругой Николь Браун-Симпсон, бывшей жены О. Джея Симпсона, который обвинялся в её убийстве, а первый муж Дженнер, Роберт Кардашьян, был одним из адвокатов защиты Симпсона во время судебных разбирательств. Дженнер была сыграна Сельмой Блэр в мини-сериале FX «Народ против О. Джея Симпсона: Американская история преступлений» (2016).

## Семья
Отец — Роберт Хоутон (12 мая 1931 — март 1975)
Мать — Мэри Джо Кэмпбелл (род. 26 июля 1934).
Сестра — Карен Хоутон (24 ноября 1958 — 18 марта 2024)
- Первый муж — Роберт Кардашьян (22 февраля 1944 — 30 сентября 2003[4]), адвокат. Были женаты с 1978 по 1991 год[5][6].

Дети:
Кортни Мэри Кардашьян (род. 18 апреля 1979)
Кимберли Ноэль Кардашьян (род. 21 октября 1980)
Хлои Александра Кардашьян (род. 27 июня 1984)
Роберт Артур Кардашьян-младший (род. 17 марта 1987)
- Второй муж — Брюс Дженнер, олимпийский чемпион 1976 года по лёгкой атлетике. Были женаты с 1991 по 2015 год.

Дети:
Кендалл Николь Дженнер (род. 3 ноября 1995)
Кайли Кристен Дженнер (род. 10 августа 1997)
Внуки и внучки:
- Дети Кортни:

Мейсон Дэш Дисик (род. 14 декабря 2009)
Пенелопа Скотленд Дисик (род. 8 июля 2012)
Рейн Эстон Дисик (род. 14 декабря 2014)
Рокки Тринадцать Баркер (род. 1 ноября 2023)
- Дети Ким:

Норт Уэст (род. 15 июня 2013)
Сейнт Уэст (род. 5 декабря 2015)
Чикаго Уэст (род. 15 января 2018)
Псалом Уэст (род. 9 мая 2019)
- Дети Хлои

Тру Томпсон (род. 12 апреля 2018)
Татум Роберт Томпсон (род. 28 июля 2022)
- Дочь Роба:

Дрим Рене Кардашьян (род. 10 ноября 2016)
- Дети Кайли:

Сторми Уэбстер (род. 1 февраля 2018)
Эйр Жак Уэбстер (род. 2 февраля 2022)